# 巴鰹
巴鰹（学名：Euthynnus affinis ），俗称三点仔、烟仔、倒串、花烟、大憨烟，为鲭科巴鲣属的海水表层掠食性鱼类，分布于印度洋-太平洋海域，主要以小鱼和鱿鱼为食。其身体呈纺锤形，背部为蓝色带有黑色波浪纹，腹部为银色。该鱼每年春、夏两季栖息于远洋，至秋季则洄游至近海繁殖。该鱼生长迅速，仅需1年即可达性成熟。巴鲣是商业价值极高的食用鱼，分布范围内有大量针对其的商业捕捞，该鱼可煎炸、炖汤、生食，也可加工成罐头或是柴鱼。目前巴鲣分布广泛，且大部分水域的捕捞对其种群影响不大，IUCN将其评为无危。

## 外貌描述

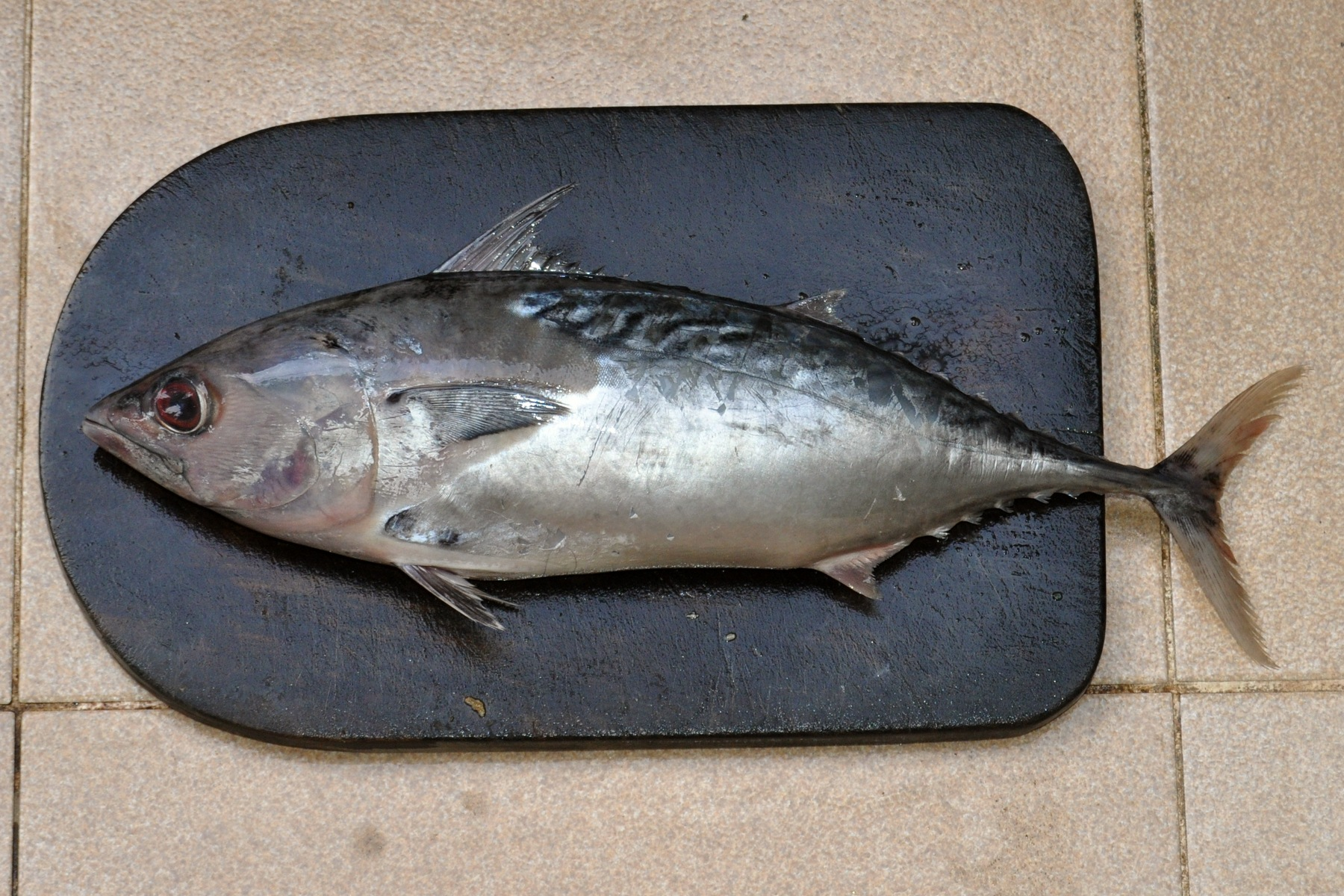
雅加达鱼市上出售的一条巴鲣，其胸部为银白色，背部可见黑色波浪纹

巴鲣大体呈纺锤形，身形相对细长。其背部为蓝色，带有黑色波浪纹，腹部则为银色。该鱼第一片背鳍相当高，有14—17根棘刺，第二片背鳍则有12—13根软条，后方还有8片小鳍，其两片背鳍间隔较小，胸鳍较短，尾柄细长。巴鲣头部较大，眼睛小，嘴大而尖。其牙齿小，呈圆锥形，上颚两侧各有27—43颗，下颚两侧则有27—37颗，犁骨上亦有数颗牙齿。巴鲣体表除去胸部以及体侧线外无鱼鳞。该鱼已知最大的个体体长1米，重13.5公斤。

## 物种分布
巴鲣主要分布于印度洋-太平洋海域，分布范围西至南非东开普省南部，东至夏威夷群岛西部，南至澳大利亚新南威尔士州与西澳大利亚州，北至日本列岛南部以及小笠原群岛。此外，该鱼在东太平洋水域亦有零星分布

## 生态与习性

### 栖息地

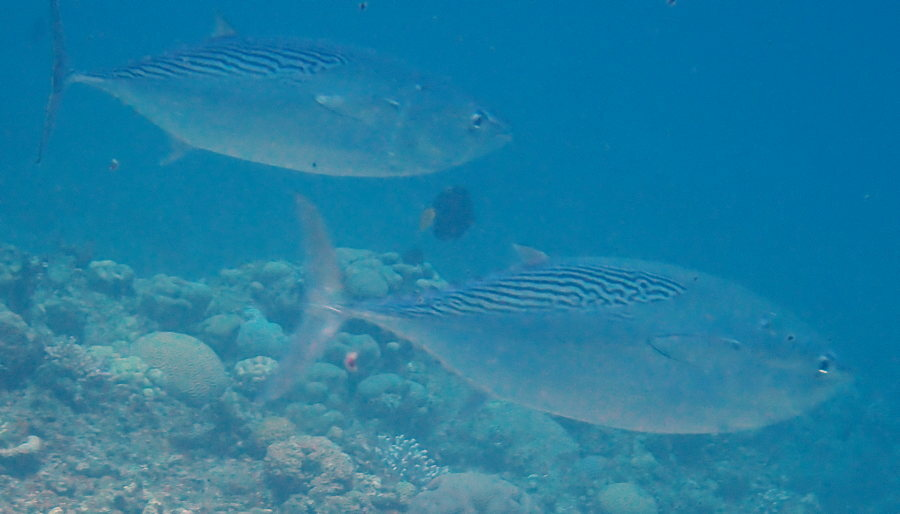
以色列贝尔谢巴水域的两条巴鲣

巴鲣主要栖息于高盐度的开阔水域表层，水深一般不超过50米。

### 习性
巴鲣为群居鱼类，一般与其他鲭科鱼类混群出没，鱼群规模在数百至数千之间，最多可有5000条鱼。

### 食性
巴鲣主要以鱼类为食，其中又以鳀鱼、鲱鱼、拟银汉鱼和灯笼鱼等小型饲料鱼为主，也会捕食枪鱿和毛虾。

### 生命周期
巴鲣有洄游习性，其每年秋季会沿黑潮等暖流洄游至沿岸水域，通过将精子与卵子撒入海水中的方式繁殖。一条雌鱼一次可洒下数十万枚卵。鱼苗刚孵化时的外观与成鱼相差巨大，但在随后数周内其会经历变态发育，至20日龄已与成鱼外貌相似。幼鱼常成群躲藏在港湾等浅水区，孵化数月后会同成鱼一样在夏季洄游至纬度较高的开阔水域。在洄游时，该鱼一般会与体型相仿的同伴集群。巴鲣生长迅速，1岁个体体长可达50厘米，且已具备繁殖能力。该鱼寿命可达8岁。

### 天敌和寄生虫
巴鲣的天敌主要为黄鳍金枪鱼、平鳍旗鱼等远洋掠食性鱼类。其体内则有多种线虫、绦虫、吸虫以及棘头动物寄生。

## 与人类的关系

### 作为食用鱼

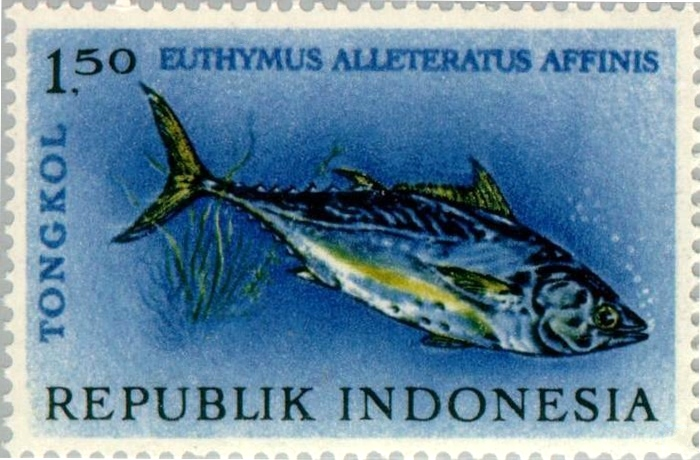
印有巴鲣的邮票，由印尼于1963年发行，该国有大规模对巴鲣的商业捕捞

巴鲣经济价值极高，分布范围内各国均有针对该鱼的商业捕捞，尤以印尼、印度、伊朗与菲律宾为主。渔民多以巾著网、流刺网和拖网捕捞该鱼。鲜鱼可以煎炸、炖汤或是作生鱼片，也可制成罐头、鱼干或是柴鱼。此外，宜兰、台东和贡寮等巴鲣产地的渔民会以该鱼的鱼籽、鱼鳔等下水为原材料烹制各种小吃。然而，巴鲣体内可能蓄积有雪卡毒素

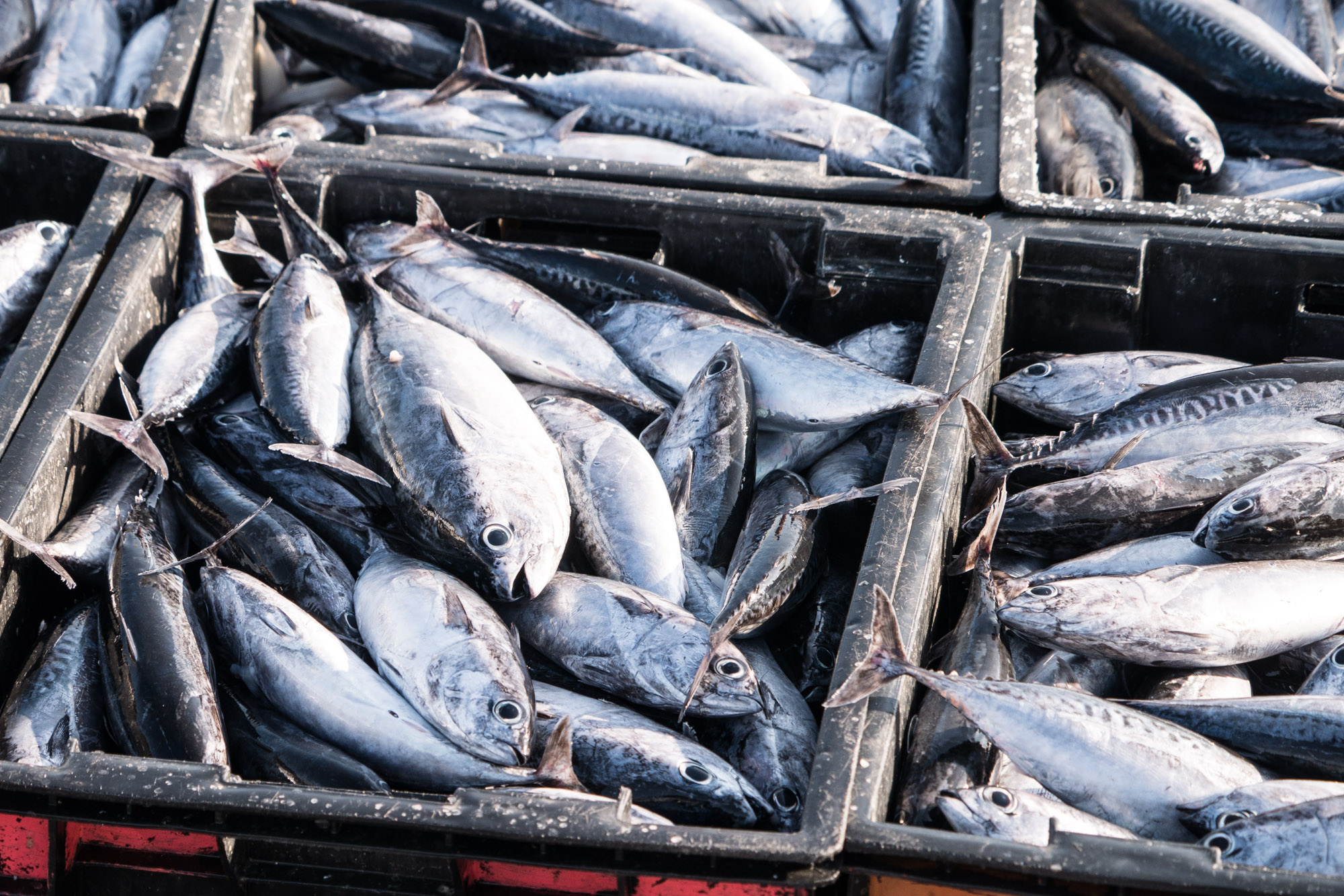
赤崁渔港的巴鲣渔获

### 种群保育
虽对巴鲣的捕捞量自20世纪80年代以来已有大幅增加，但其东南亚及南亚种群的捕捞量仍低于其最大可持续产出。然而，该鱼在波斯湾水域的种群则面临严重的过度捕捞问题。目前IUCN将其评为“无危”，但亦指出目前缺乏对该鱼全球种群情况的分析。

## 外部連結
- Froese, R. & Pauly, D. (eds.) (2011). Euthynnus affinis. FishBase. Version 2011-12.
- 台灣魚類資料庫 （页面存档备份，存于）